# Irene Castells
Irene Castells Oliván (Hellín, 1943-Tarrasa, 29 de mayo de 2019) fue una historiadora e investigadora española.

## Trayectoria
Estudió en la Universidad de Barcelona (UB), a la que estuvo ligada hasta su jubilación en el año 2004. Al finalizar la carrera se trasladó a París, en Francia, para ingresar en la universidad de la Sorbona. Allí realizó su tesina, dirigida por el historiador e hispanista francés Pierre Vilar, y titulada "La crisis de subsistencia de 1789 en Barcelona", que dio lugar al artículo de investigación "Els rebomboris del pa de 1789 a Barcelona", publicado en el año 1970 en la revista Recerques.
Fue catedrática de historia contemporánea de la Universidad Autónoma de Barcelona (UAB) desde 1972 y miembro asociado del Instituto de la Revolución Francesa de París-I Sorbona, desde donde impulsó con otros compañeros y compañeras el Coloquio Internacional sobre el bicentenario de la Revolución Francesa en 1989, celebrado en Barcelona y Gerona.
Fue especialista en historia europea del período comprendido entre 1789 y 1848. Su investigación está centrada en el estudio del liberalismo europeo, la Revolución francesa, los movimientos sociales de finales del Antiguo Régimen y la revolución liberal en España. Asimismo, se interesó por incluir los estudios de historia popular en la universidad.

## Publicaciones[1][2]
- 1976 – África negra de 1800 a nuestros días, con Catherine Coquery-Vidrovitch, Henri Moniot y Joana Masgrau.[3]
- 1982 – Torrijos y Málaga. La última tentativa de Torrijos y sus compañeros (1831).[4]
- 1983 – Conspiraciones liberales durante la Ominosa década en el País Valenciano (1826-1831)[5]
- 1989 – La utopía insurrecional del liberalismo: Torrijos y las conspiraciones liberales de la década ominosa, con Josep Fontana Lázaro.
- 1997 – La revolución francesa (1789-1799).
- 2000 – José María Torrijos (1791-1831): conspirador romántico.
- 2000 – Crisis del antiguo régimen y revolución liberal en España (1789-1845), con Antoni Moliner Prada.
- 2001 – La insurrección liberal contra el absolutismo (1814-1833)
- 2004 – La Revolución Francesa,[6] con Antonio Vilademunt.
- 2010 – Derechos y deberes del ciudadano,[7] con Gabriel de Mably, Elisa Martín-Valdepeñas Yagüe, Beatriz Sánchez Hita.

## Reconocimientos
En 2020, Castells fue incluida en el proyecto de la Subdirección General de Archivos Estatales titulado "Mujeres Investigadoras en los Archivos Estatales (1900-1970)", y que se encuentra en el Portal de Archivos Españoles (PARES). Esta iniciativa fue impulsada por el Ministerio de Cultura con el objetivo es reconocer y poner en valor las contribuciones de aquellas mujeres que desarrollaron investigaciones en los diferentes archivos estatales a principios del siglo XX.